# Menam
Menam (taj. Chao Phraya) – rzeka na Półwyspie Indochińskim w zachodniej Tajlandii. 
Przy jej ujściu do Zatoki Tajlandzkiej położony jest Bangkok, stolica Tajlandii. Długość ok. 365 km, powierzchnia dorzecza 160 tys. km². Menam powstaje z połączenia rzek: Ping (590 km) i Nan (627 km), płynie przez Nizinę Menamu (Czau Praja), a uchodząc do Zatoki Tajlandzkiej tworzy rozległą deltę. Jest wykorzystywana do nawadniania, żeglugi i spławu drewna.